# Radweg, Šentvid ob Glini
Radweg je naselje v Občini Šentvid ob Glini v Okraju Šentvid ob Glini na Koroškem v Avstriji.